# 仕隆里
仕隆里，是臺灣高雄市橋頭區的一個里。

## 歷史
永暦18年（1664年）的台灣軍備圖中出現「哆吧思戎」的地名，橋頭鄉最早的開墾點在今日仕隆這一帶，當時有一群農耕為生的平埔族居住於此。明鄭時期漢人沿中崎溪進入墾殖，而「哆吧思戎」變為「士戎」或「仕隆」。甲午戰爭後改名為仁壽下里仕隆庄，1920年實施地方制度改隸高雄州岡山郡楠梓庄之轄區內，後又改隸岡山街，光復後本鄉成立，原地區改制為仕隆和仕豐兩村。本里自古來原與仕隆同為一庄，在清末原屬鳳山縣仕隆庄，民國九年實施地方制度後隸屬高雄州岡山郡楠梓庄之轄區內的仕隆，民國三十年楠梓庄廢除改隸岡山街，光復後民國三十六年本鄉成立即分為仕隆、仕豐兩村，後來本村因人口聚集於民國七十五年分治成立仕和村，一直發展至今。民國99年改制後變更為仕豐里。

## 學校
- 仕隆國小

## 文化資產
- 樹靈碑